# Hlbocký vodopád
Hlbocký vodopád je vodopád v Súľovských skalách, části pohoří Strážovské vrchy na Slovensku.

## Poloha
Nachází se v nadmořské výšce 500 m n. m., asi 1 km jihovýchodně od obce Hlboké nad Váhom v okrese Bytča.

## Popis
Hlbocký potok s šířkou nad vodopádem 1 metr se zařezává do súľovských slepenců a vytváří malou soutěsku s kaskádami a malými obřími hrnci. Jeho výška je 14 m. Dá se zde lézt po skalách, kde se budete držet řetězů.

## Přístup
Zelená turistická značka Hluboké nad Váhom - Roháč - Čiakov.

## Zajímavost
Záběry na Hlbocký vodopád jsou vidět pohádkách Sůl nad zlato, Perinbaba a Dúhenka.